# 吉岡隆
吉岡 隆（よしおかたかし、1946年2月12日生まれ。）は、日本のソーシャルワーカー、カウンセラー。 
1998年より、「こころの相談室リカバリー」を開設。 
依存症関係のカウンセリングを中心に、現在も活動を続けている。 

## 略歴
埼玉県さいたま市(旧浦和市)出身。上智大学、同大学院修士課程修了。 
東京小児療育病院、東京都荒川保健所、東京都立松沢病院、埼玉県精神衛生センター、埼玉県川越児童相談所、埼玉県越谷児童相談所、埼玉県立精神保健総合センター、埼玉県所沢保健所で、27年余りにわたり精神保健福祉相談、思春期・青年期相談、依存症相談などを担当。
1998年に「こころの相談室リカバリー」開設。
同相談室開設後、さいたま市や埼玉県市町村職員共済組合のカウンセリング事業を受託。現在も依存症関係のカウンセリングを中心に活動を続けている。
その他、講演活動や講義活動も行っている。
また、薬物・性・窃盗などの刑事事件では、弁護士からの依頼で意見書を書き、出廷する活動も行っている。
2015年からは川越少年刑務所の性犯罪再犯防止指導のスーパーバイザーを行っている。
ライフワークは「相互援助グループとの協働」としている。
教歴として、日本社会事業大学、宇都宮大学、東京国際大学、東京海洋大学、上尾看護専門学校、慈恵柏看護専門学校、埼玉県立南高等看護専門学校他がある。 
なお、社会活動として、献血（131回）。趣味として、テニス、柔道、木版画 、DIY、淡水魚の採集、飼育(ボランティア水族館を自宅に設置)、声楽、読書、エッセイがある。

## 編著書
- 『援助者のためのアルコール薬物依存症Q&A』 (中央法規,1997)　ISBN 480581568X
- 『中高生の薬物依存』関紳一・吉岡隆　他 (農山漁村文化協会, 1998)　ISBN 4540980386
- 『依存症-35人の物語-』 なだいなだ・吉岡隆・徳永雅子 (中央法規,1998) ISBN 4805816694
- 『共依存-自己喪失の病』 (中央法規,2000) ISBN 4805818751
- 『援助職援助論』 (明石書店,2009) ISBN 4750330507
- 『性依存-その理解と回復』 吉岡隆・高畠克子 (中央法規,2001) ISBN 4805821558
- 『アルコール依存症は治らない“治らない”の意味』なだいなだ・吉岡隆 (中央法規, 2013) ISBN 4805837799
- 『窃盗症-その理解と支援-』 竹村道夫・吉岡隆 (中央法規,2018) ISBN 480585698X
- 『ギャンブル依存症-当事者から学ぶその真実-』 (中央法規, 2019) ISBN 480585958X
- 『援助の原点: あるソーシャルワーカーの軌跡』（中央法規, 2022) ISBN 4805887591

### 自費出版物
- 『My Story』（小冊子）
- 『依存症の基礎知識』（小冊子）
- 『ぼくが惹かれた女性たち一性依存症からの回復-』（CD）
- 『家族にも回復が必要な理由』（CD）
- 『私は何者なのだろう』（CD）
- 『依存症の基礎知識』（CD）

## メディア出演
- 『アクセスNOW』薬物対策へのアプローチ(TVKテレビ, 1999)
- 『にんげんゆうゆう』依存症の時代 (NHK教育テレビ, 2001)
- 『生きる知恵・生きる知識』第475回(法務省矯正局CD, 2005)
- 『子どもを守る』 (NHKテレビ広島放送局,2006)
- 『ザ・世界仰天ニュース』-愛し過ぎスペシャルー (日本テレビ, 2012)
- 『薬物依存症の実態と課題(YAHOO!ニュース 2016.9.15 配信)